# Pezizomycotina
Pezizomycotina es una subdivisión de hongos que incluye la mayor parte de los hongos ascomicetos e incluye también la mayoría de los líquenes. Pezizomycotina contiene los ascomicetos filamentosos y es una subdivisión de la Ascomycota (hongos que forman sus esporas en un saco llamado asca). Es más o menos sinónimo del antiguo taxón Euascomycota. Estos hongos se reproducen por fisión en lugar de brotar y esta subdivisión incluye casi todos los hongos con ascas que tienen cuerpos fructíferos visibles a simple vista (excepción: género Neolecta que pertenece a la Taphrinomycotina).
Véase el taxobox para obtener una lista de las clases que componen Pezizomycotina. La antigua clase Loculoascomycetes (que consta de todos los Ascomycota bitunicados) ha sido reemplazada por las dos clases Eurotiomycetes y Dothideomycetes. El resto de los grupos de Pezizomycotina también incluye los grupos himeniales previamente definidos Discomycetes (ahora Leotiomycetes) y Pyrenomycetes (Sordariomycetes).
Algunos grupos importantes en Pezizomycotina incluyen: Pezizomycetes (los discomicetos operculados), Leotiomycetes (los discomicetos inoperculados), Laboulbeniomycetes, Sordariomycetes, Dothideomycetes.
El hongo fósil Paleopyrenomycites del yacimiento Rhynie Chert del Devónico Inferior es el miembro fósil más antiguo conocido de Pezizomycotina, aunque su posición dentro de esta subdivisión no está clara.